# 22-15 Campo Pesquero
22-15 Campo Pesquero är en ort i Mexiko.   Den ligger i kommunen Guasave och delstaten Sinaloa, i den västra delen av landet, 1 200 km nordväst om huvudstaden Mexico City. 22-15 Campo Pesquero ligger 5 meter över havet och antalet invånare är 129.
Terrängen runt 22-15 Campo Pesquero är huvudsakligen platt, men västerut är den kuperad. Havet är nära 22-15 Campo Pesquero åt sydväst. Runt 22-15 Campo Pesquero är det ganska tätbefolkat, med 100 invånare per kvadratkilometer. Närmaste större samhälle är El Huitusi, 3,8 km väster om 22-15 Campo Pesquero. Omgivningarna runt 22-15 Campo Pesquero är i huvudsak ett öppet busklandskap.